# Catherine Jacques
Catherine Jacques (ur. 28 września 1979) – belgijska judoczka, brązowa medalistka mistrzostw świata.
Startuje w kategorii do 70 kg. Oprócz medalu mistrzostw świata, jest 4-krotną medalistką mistrzostw Europy.